# Ефимов, Дмитрий Васильевич
Дмитрий Васильевич Ефимов (1925—1987) — советский работник машиностроения, старший мастер завода «Ростсельмаш», Герой Социалистического Труда.

## Биография
Родился 15 февраля 1925 года в селе Васильевка (ныне — Вадинского района Пензенской области) в крестьянской семье.
В 1940 году поступил на завод «Ростсельмаш» и одновременно учился в ремесленном училище завода. В 1943 был призван в Красную армию, сражался на фронтах Великой Отечественной войны, пройдя боевой путь от Запорожья до Вены. В 1944 году — командир расчёта зенитно-пулемётной роты 3-й бригады 23-го танкового корпуса 2-го Украинского фронта.
Демобилизовавшись из армии в 1948 году, вернулся на завод «Ростсельмаш». Работал токарем, наладчиком, мастером, старшим мастером участка горячей гибки коленчатых валов первого механосборочного цеха. Именно он был инициатором такой формы контроля, как творческие экономические планы. Эта инициатива нашла применение в коллективах «Ростсельмаша», а также на многих предприятиях Дона и страны. Дмитрий Васильевич являлся председателем Совета мастеров Ростовской области.
Дмитрий Ефимов принимал участие в общественной жизни завода, района, города, области; избирался депутатом горсовета, членом выборных партийных и общественных органов, народным заседателем Верховного суда РСФСР.
После выхода на пенсию, проживал в Ростове-на-Дону.
Умер 23 августа 1987 года.

## Награды
- Указом Президиума Верховного Совета СССР от 5 апреля 1971 года за особые заслуги в выполнении заданий пятилетнего плана по развитию тракторного и сельскохозяйственного машиностроения и достижение высоких производственных показателей Ефимову Дмитрию Васильевичу присвоено звание Героя Социалистического Труда с вручением ордена Ленина и золотой медали «Серп и Молот».
- Был награждён орденами Красной Звезды (1944), Ленина (1966) и Отечественной войны II степени (1985), а также медалями, в числе которых «50 лет Вооруженным силам СССР» и «Ветеран труда».
- Также в числе его наград знак «Отличник соцсоревнования» (1968) и знак ВЦСПС и ЦК ВЛКСМ «Наставник молодежи» (1976).